# Campeonato Chileno de Futebol de 2010
O Campeonato Chileno de Futebol de 2010 (oficialmente Campeonato Nacional del Bicentenario de Primera División 2010 de Fútbol Profesional) foi a 87ª edição do campeonato do futebol do Chile. Os 18 clubes jogam todos contra todos.  O campeão do primeiro turno, o campeão do torneio e o vencedor da ligilla são classificados para a Copa Libertadores da América de 2011. Para a Copa Sul-americana 2010 eram classificados, por este campeonato, somente o campeão do primeiro turno. Os dois últimos colocados da tabela são rebaixados diretamente para a Campeonato Chileno de Futebol - Segunda Divisão.

## Participantes
| Equipe                                        | Cidade                                                   | Região                           | No ano anterior                                                     | Estádio                                       | Capacidade | Títulos                                                                       | Participações |
| --------------------------------------------- | -------------------------------------------------------- | -------------------------------- | ------------------------------------------------------------------- | --------------------------------------------- | ---------- | ----------------------------------------------------------------------------- | ------------- |
| Club Social y Deportivo Colo-Colo             | Macul                                                    | Região Metropolitana de Santiago | Campeão                                                             | Estádio Monumental David Arellano             | 47.017     | 29 (Último em 2009 Clausura)                                                  | 87            |
| Club Deportivo Universidad Católica           | Las Condes                                               | Região Metropolitana de Santiago | Vice-Campeão                                                        | Estádio San Carlos de Apoquindo               | 20.000     | 10 (último em 2005 Clausura)                                                  | 78            |
| Club de Deportes Cobreloa                     | Calama                                                   | Região de Antofagasta            | Primeira Fase                                                       | Estádio Municipal de Calama                   | 12.000     | 8 (1980, 1982, 1985, 1988, 1992, 2003 Apertura, 2003 Clausura, 2004 Clausura) | 42            |
| Club Deportivo Palestino                      | La Cisterna                                              | Região Metropolitana de Santiago | Primeira Fase                                                       | Estádio Municipal de La Cisterna              | 12.000     | 2 (1955, 1978)                                                                | 65            |
| Club Universidad de Chile                     | Santiago                                                 | Região Metropolitana de Santiago | Campeão                                                             | Estádio Nacional de Chile                     | 55.100     | 14 (último em 2009 Apertura)                                                  | 80            |
| Club Deportivo Huachipato                     | Talcahuano                                               | Região de Bío-Bío                | Primeira Fase                                                       | Estádio Las Higueras                          | -----      | 1 (1974)                                                                      | 45            |
| Audax Italiano La Florida                     | La Florida                                               | Região Metropolitana de Santiago | Quartas de Final                                                    | Estádio Municipal de La Florida               | 12.000     | 4 (1936, 1946, 1948, 1957)                                                    | 73            |
| Unión Española                                | Independencia                                            | Região Metropolitana de Santiago | Quartas de Final                                                    | Estádio Santa Laura                           | 22.375     | 6 (1943, 1951, 1973, 1975, 1978, 2005 Apertura)                               | 84            |
| Club Deportes Cobresal                        | Localidade de El Salvador, na comuna de Diego de Almagro | Região de Atacama                | Primeira Fase                                                       | Estádio El Cobre                              | 8.000      | 0 (não possui)                                                                | 27            |
| Club Deportivo Universidad de Concepción      | Concepción                                               | Região de Bío-Bío                | Quartas de Final                                                    | Estádio Municipal de Concepción               | 35.000     | 0 (não possui)                                                                | 15            |
| Corporación Deportiva Everton de Viña del Mar | Viña del Mar                                             | Província de Valparaíso          | Quartas de Final                                                    | Estádio Sausalito                             | 25.000     | 4 (1950, 1952, 1976, 2008 Apertura)                                           | 64            |
| Club de Deportes La Serena                    | La Serena                                                | Região de Coquimbo               | Semifinais                                                          | Estádio La Portada                            | 18.500     | 0 (não possui)                                                                | 45            |
| O'Higgins Fútbol Club                         | Rancagua                                                 | Região de O'Higgins              | Quartas de Final                                                    | Estádio El Teniente                           | 14.550     | 0 (não possui)                                                                | 49            |
| Club de Deportes Ñublense                     | Chillán                                                  | Região de Bío-Bío                | Primeira Fase                                                       | Estádio Bicentenário Municipal Nelson Oyarzún | 12.000     | 0 (não possui)                                                                | 11            |
| Corporación Club de Deportes Santiago Morning | La Pintana                                               | Região Metropolitana de Santiago | Semifinais                                                          | Estádio Municipal de La Pintana               | 6.000      | 1 (1942)                                                                      | 47            |
| Club de Deportes Santiago Wanderers           | Valparaíso                                               | Região de Valparaíso             | Acesso pelo Campeonato Chileno de Futebol de 2009 - Segunda Divisão | Estádio Elías Figueroa Brander                | 23.000     | 3 (1958, 1968, 2001)                                                          | 58            |
| Club de Deportes Unión San Felipe             | San Felipe                                               | Região de Valparaíso             | Acesso pelo Campeonato Chileno de Futebol de 2009 - Segunda Divisão | Estádio Municipal de San Felipe               | 18.500     | 1 (1971)                                                                      | 23            |
| Club Deportivo San Luis                       | Quillota                                                 | Região de Valparaíso             | Acesso pelo Campeonato Chileno de Futebol de 2009 - Segunda Divisão | Estádio Municipal Lucio Fariña Fernández      | 7.500      | 0 (não possui)                                                                | 17            |

## Campeão
| Campeão Chileno 2010                                                  |
| --------------------------------------------------------------------- |
| Club Deportivo Universidad Católica (las Condes) (10º título) Campeão |